# Kweden Kembar
Kweden Kembar is een bestuurslaag in het regentschap Mojokerto van de provincie Oost-Java, Indonesië. Kweden Kembar telt 2429 inwoners (volkstelling 2010).